# قيق أوراسي
القِيق الأوراسيّ أو الزِّرياب الأوراسيّ أو أبو زُرَيق الأوراسي هوَ طائر قيق يَنتمي إلى فصيلة الغرابيات التابعة لرتبة العصفوريات، يَقطن قارات العالم القديم كافة، وهو يُعد أكثر أنواع فصيلة الغرابيات تلوناً وزهاءً. تفضل هذه الطيور العيش في الغابات، ويَكسو أجسامَها ريش ذو لون بني مُزهَرّ، أما جناحاه فيَتلونان بالأبيض والأسود ويَمتد على حافتهما شريط ذو لون أزرق براق. وهي تعيش عبر منطقة واسعة تمتد من غرب إفريقيا إلى أقصى شرق آسيا، متضمّنة أجزاءً عدّة من الوطن العربي، وقد تطورت عبر هذه المساحة الشاسعة ضُروب مختلفة منها، حظي كل منها بتصنيف علمي خاص به.
تملك طيور القيق الأوراسي نداءً صوتياً فريداً ومميزاً تردده أحياناً، وهذا النداء المُميَّز قليل السماع نسبياً في العادة، لكن مع ذلك فإنها تمتلك عدداً من النداءات الأخرى الأقل ندرة أيضاً.

## الانتشار والموطن
توجد طيور القيق الأوراسي في غرب أوروبا وشمال غرب إفريقيا، وعبر وسط آسيا وُصولاً إلى شرق وجنوب شرق آسيا (وحتى شمال الهند)، وهي - عمومًا - مُنتشرة في قارات وأجزاء العالم القديم كافة خلا منطقة جنوب الصحراء الإفريقية وجزيرة إسلندا في شمال أوروبا. ومن البلدان التي تقطنها: شرق روسيا - من سيبيريا إلى منشوريا - وشمال اليابان وجنوب الصين وكوريا وشمال الهند وبورما ولاوس وتيلند وبريطانيا وأخرى. وتعيش في بلاد الشام والعراق والمغرب العربي.
يُفضل القيق الأوراسي العيش في الغابات والأراضي الشجرية - خصوصاً الغابات الصنوبرية - ذات الحشائش والنباتات الأرضية الكثيفة، لكن مع ذلك فقد يوجد في بعض الأحيان حول الأرياف أو المدن في المتنزهات والحدائق الكبيرة أيضاً. وهو يلجأ في فصل الشتاء إلى البساتين والأحراش الكثيفة الواقعة في الأراضي الشجرية.

## الوصف

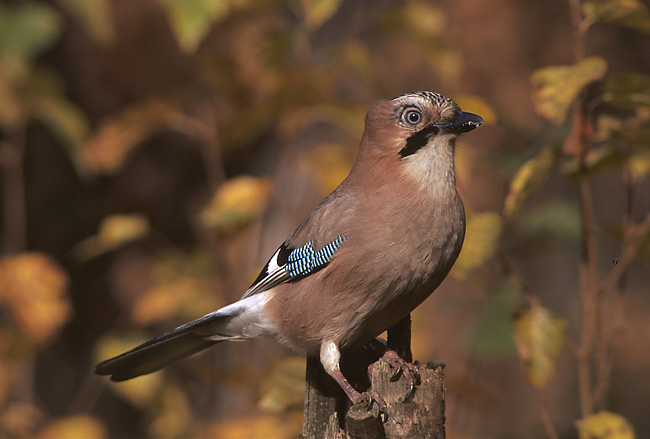
قيق أوراسي جاثم على خصن جاف.

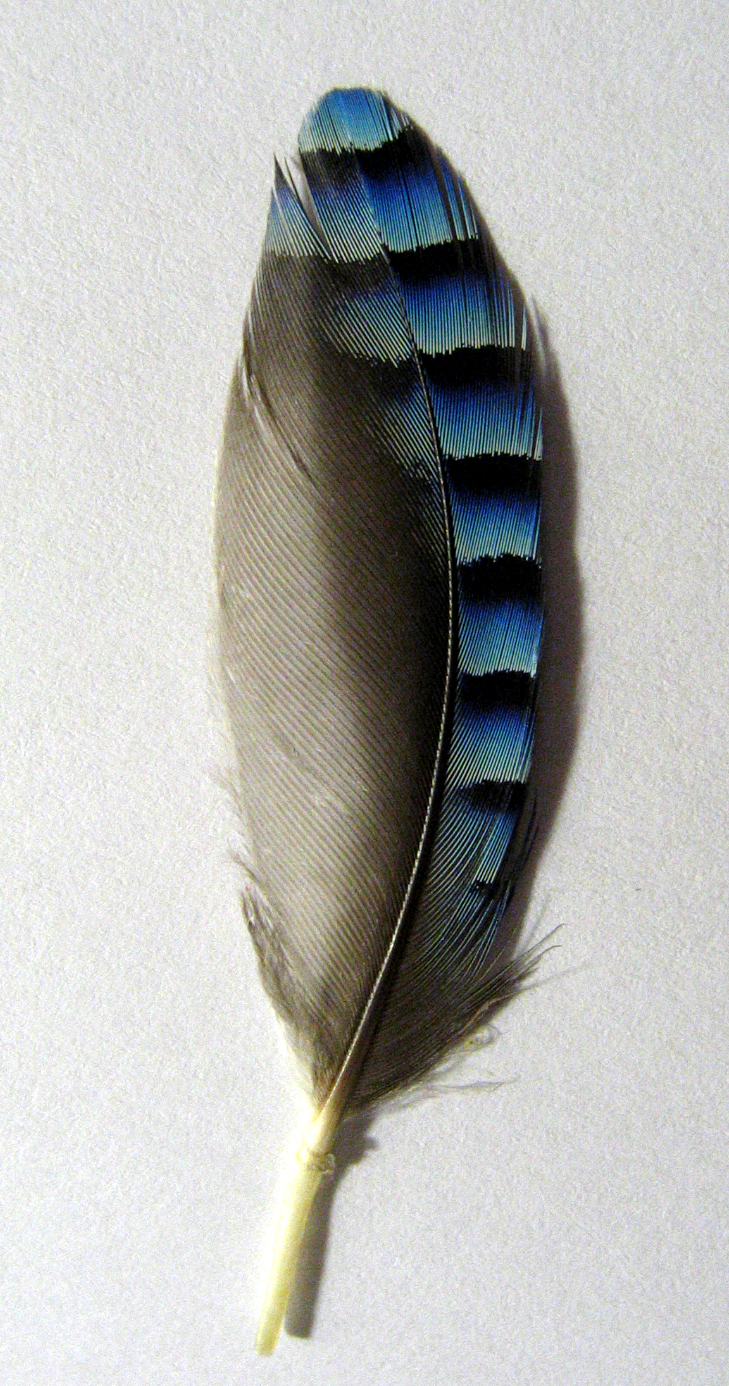
ريشة قيق أوراسي.

القيق الأوراسي هو عامة طائر متميز ذو ألوان براقة وزاهية وحجم جسد مُتوسط، ويُمكن التعرف إليه بسهولة من طرف جناحه الأزرق البراق. يَبلغ طول هذا الطائر بالمتوسط 33 سنتيمتراً، ويَزن تقريباً 140 إلى 170 غراماً، بينما يَبلغ باع جناحيه 52 إلى 57 سنتيمتراً تقريباً.
يَمتلك هذا العصفور لوناً بنياً مُزهراً بشكل أساسيّ يُغطي معظم جسده. إلا أن جناحيه مكسوان بخطوط ومسحات من اللونين الأسود والرمادي تتخللهما بعض الخطوط البيضاء، ويَمتد عبر طرف الجناح شريط بلون أزرق براق يَجعل تمييز الطائر أسهل بكثير، وبهذا فيَتألف الجناح بالمُجمل من خليط معقد من الألوان المُختلفة. يُغطي ذيل القيق الأوراسي ريش أسود قاتم، ولمؤخرته لونٌ أبيضَ ناصع. أما عيناه فتتميزان بلونهما الرماديّ المُزرق، بينما يَمر عبر وجهه خط أسود ضيق شبيه بالشارب، وتشوب جبهته بقع بيضاء وسوداء صغيرة عديدة، يَليها عند مؤخرة الرأس عرف للاستعراض، غير أنه لا يُستَخدم إلا خلال موسم التزاوج، وفي مقدمة الوجه يَبرز منقار نحيل ومعقوف إلى حد ضئيل بالرغم من قوته، تمتد تحته الرقبة والحنجرة ذات اللون الأبيض. وأما الساقان فلونهما أصفر شاحب.
لا تختلف طيور القيق الأوراسي اليافعة عن البالغة منها عمومًا، فجميع أفرادها مُتشابهون جداً، خلا أن طيورها اليافعة تملك ريشاً أغمق قليلاً ومنقاراً رمادياً أقتم لوناً وساقين أفقع لوناً وعينين أكثر ازرقاقاً. الإناث والذكور مُتشابهون كثيراً أيضاً في الحجم واللون، غير أن بعض التغيرات تطرأ عليهم خلال فصول السنة.

## التصنيف

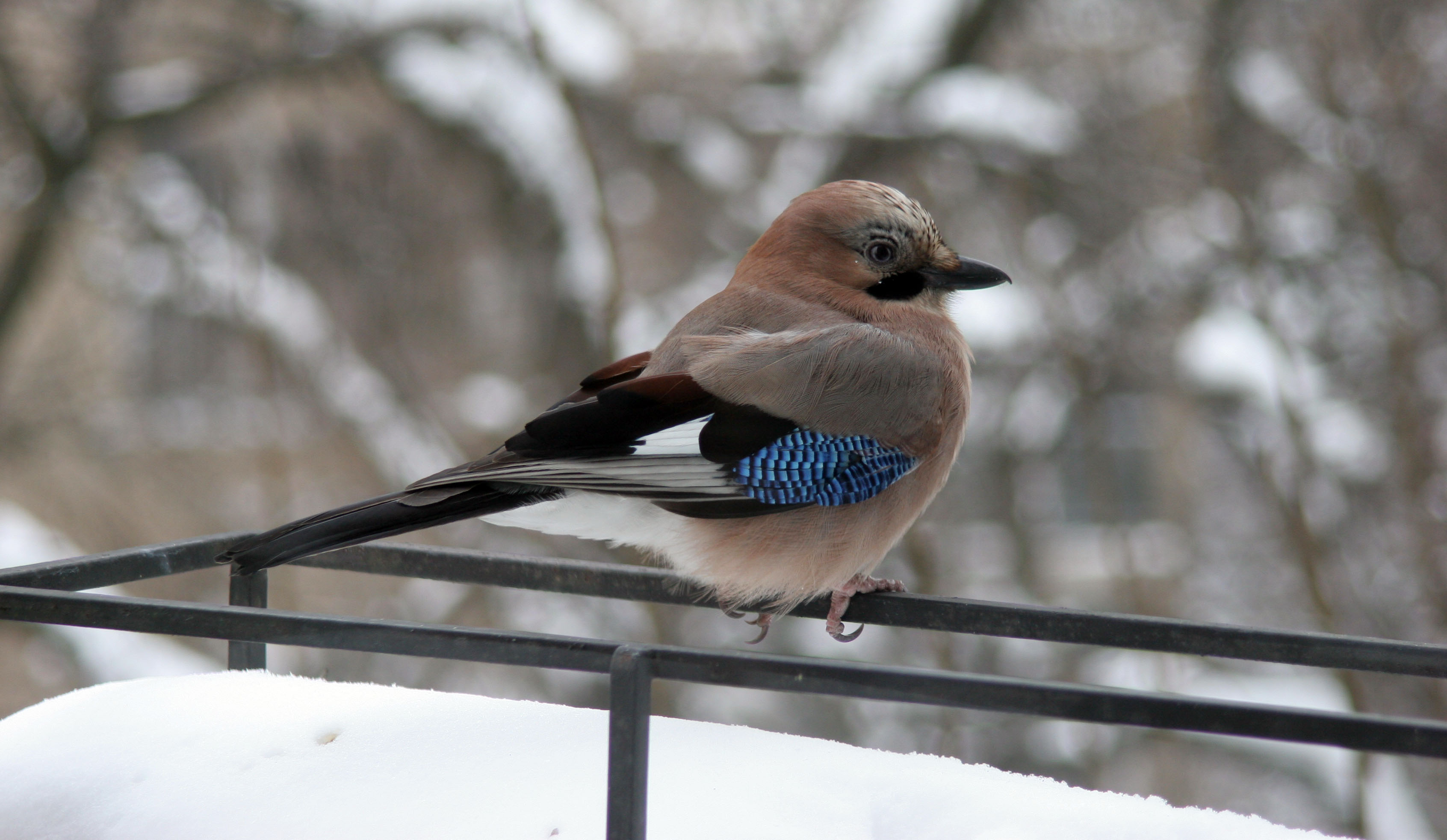
القيق البراندتيّ، وهو نويع القيق الأوراسي الذي يَقطن سيبيريا وشمال اليابان.

يَنتمي طائر القيق الأوراسي إلى جنس غارولوس الذي لا يَضم سوى نوعين آخرين من الطيور هما القيق اللدثي وأسود الرأس، ومع تشابه هذه الأنواع الثلاثة في السِّمات الأحيائية والسلوكية العامة فالأوراسيّ هو الأكثر شُهرة وانتشاراً بينها. يَنتشر هذا العصفور على رقعة جغرافية وَاسعة جداً في أنحاء العالم القديم، وبطبيعة الحال فهذا جعَلَ أنواعه تختلف قليلاً من منطقة إلى أخرى في مظهرها وتشريحها، حيث أصبحت العديد منها مَفصولة عن أقاربها بالبحار والمحيطات أو مساحات واسعة من الأرض. لكن بالرغم من ذلك، فلا زالتْ النويعات هذه قريبة جداً من بَعضها بصفاتها الأحيائية بحيث تنتمي إلى نوع تصنيفيّ وَأحد (هو غارولوس غلاندريوس، أو القيق الأوراسيّ).
لم تُقَم سوى دراسات قليلة ومَحدودة حول علاقات الحمض النووي بين مجموعات وتحت أنواع القيق الأوراسي. لكن مع ذلك فلم تتوصل هذه الدراسات القليلة إلى وُجود أي اختلافات ذات قيمة بين المجموعات الفرعية لهذا النوع، إذا ما غض النظر عن بعض الفروقات الطفيفة التي ليست لها أهمية. يُوجد حالياً 34 نويعٍ مُعترف به يَنتمون إلى نوع القيق الأوراسي، إلى جانب عددٍ كبير من تحت الأنواع المَوصوفة الأخرى التي يُشَك بأنها تملك فعلاً صفات مُميزة كافية لكيْ تُعَد تحت أنواع مُنفصلة.
يُقسم نوع القيق الأوراسي إلى 8 مجموعات رئيسية تحوي بدورها 34 نويعٍ منه، وأسماؤها مع مناطق انتشارها الجغرافيّ هيَ:
- القيق الشائع (Glandarius) أو الأوروبيّ أو أبيض الأذن (المجموعة الرئيسية الأكثر شيوعاً): قاطنو قارة أوروبا وعددهم 11 نويعًا. من مُميزاته أعلى رأسه المُخطط ووجنتاه البيضاوتان.
- القيق الأسود (cervicalis): قاطنو شمال إفريقيا.
- القيق الأسود المُتَوَّج (atricapillus): قاطنو الشرق الأوسط.
- القيق الإيرانيّ (hyrcanus): قاطنو مُحيط البحر الأسود.
- القيق البراندتيّ (brandtii): قاطنو سيبيريا وشمال اليابان وكوريا. من مُميزاته أعلى رأسه المُخطط ومنقاره الأصغر من منقار القيق الشائع.
- القيق اليابانيّ (japonicus): قاطنو اليابان. من مُميزاته أن حواف ريش أعلى رأسه ناصعة البياض ما يَجعل مظهره متميزاً قليلاً.
- القيق الهملائي أو الأحمر المُتوج (bispecularis): قاطنو الصين. من مُميزاته أن أعلى رأسه غير مُخطط ومنقاره صغير.
- القيق أبيض الوجه (leucotis): قاطنو الهند والصين. من مُميزاته أعلى رأسه الأسود ووجنتاه البيضاوتان.[20][21]

وفيما يَلي قائمة بكافة تحت أنواع القيق الأوراسي الـ34 مع سنوات وصفها العلميّ:
| - هيبيرنيسوس (1911) في إرلندا. - روفيتيرجوم (1903) في إنكلترا وويلز وأرلندا وشمال غرب فرنسا. - غلاندريوس (1758) في المناطق المُمتدة من شمال أوروبا إلى جبال الأورال. - فاسْياتوس (1857) في إسبانيا والبرتغال. - كاريسكانوس (1912) في جزيرة كورسيكا الفرنسية. - إكنويز (1903) في جزيرة سردينيا الفرنسية. - ألبيبيكتوس (1920) في شبه جزيرة إيطاليا وجزيرة صقلية وساحل دالماسيا. - غرايكوس (1939) في البلقان بالإضافة إلى شبه جزيرة اليونان (دون جزرها). - فيرديناندي (1943) في شرق بلغاريا وشمال تراقيا. - كريتورَم (1920) في جزيرة كريت. - غلازنيري (1902) في جزيرة قبرص. | - وايتيكري (1903 - whitakeri) في شمال المغرب وشمال غرب الجزائر. - مينور (1857 - minor) في شمال المغرب وسلسلة جبال أطلس المُمتدة إلى الجزائر. - سيرفيكاليس (1853 - cervicalis) في تونس وشمال شرق الجزائر. - ساميوس (1939 - samios) في جنوب شرق بحر إيجة. - أناتولياي (1883 - anatoliae) في المناطق المُمتدة من غرب تركيا إلى شمال العراق وغرب إيران. - إفيجينيا (1914 - iphigenia) في شبه جزيرة القرم. - كرينيكّي (1838- krynicki) في القوقاز وشمال شرق تركيا. - أتريكابيلوس (1832 - atricapillus) في غرب سوريا والأردن وبعض أجزاء فلسطين. - هيركانوس (1873 - hyrcanus) في غابات جنوب البحر الأسود جنوب غرب أذربيجان وشمال إيران. - براندتي (1842) في جنوب سيبريا من جبال الأورال شرقاً إلى شمال منغوليا والصين وكوريا واليابان. | - كانسوينسِس (1928) في الصين. - بيكينغجينسِس أو البكيني (1905) في شرق الصين. - جابونيكوس (1847) في وسط اليابان. - توكوغاواي (1931) في وسط اليابان. - هيوْغاينسِس (1927) في جنوب وسط اليابان. - أوري (1923) في جنوب اليابان. - ساينسِس (1871) في جنوب وشرق الصين وشمال ميانمار. - تايفينوس (1863) في جزيرة تايوان. - بأيْسبيكيُولاريس (1831) في المناطق المُمتدة من غرب جبال الهملايا إلى نيبال. - إنترستينكتوس (1918) في غرب جبال الهملايا وجنوب أسام ولياونينغ. - أوتيسي (1896) في شمال غرب ميانمار. - هارينغتوني (1905) في غرب ميانمار. - ليوكوتيز (1874) في تايلند ووسط وشرق ميانمار وجنوب الصين ووسط وجنوب الهند الصينية. |

## السلوك والحياة
هذه الطيور مخلوقات خجولة ومنعزلة عمومًا، فهيَ تبني أعشاشها في أماكن مخبأة تخبئة جيِّدة (يُسمى هذا السلوك بـ«التعشيش المنعزل») وتفضل التواري بين الأشجار في بيئتها الطبيعية بحيث لا تظهر كثيراً في الأماكن المكشوفة، وهو أمرٌ يجعل مطاردتها ورؤيتها صعبة على مُراقبي الطيور. كما قد يكون سلوكها عدوانياً أحياناً، إذ تُسَجَّل لها حالات تهاجم فيها بعض مفترسي صغارها أو بيوضها مثل الصقور والغربان والبومات، بالإضافة إلى بعض الطيور الأخرى التي قد تنظر إليها كتهديد. وأيضاً يوجد سلوك غريب معروف عند القيق الأوراسي يُعرف بـ«التنميل»، حيثُ يبدأ الطائر بالتحليق كأنه يَبحث عن شيء ما، ثم عندما يجد عش نمل يجثم بجانبه ويبدأ بتدميره، وعندما يَضطرب النمل ويُثار يَقف الطائر في منتصف العش المُدمَّر تاركاً النمل يجتاح جسمه كله وينتشر فيه، وهو سلوك غير معروف السبب على وجه التحديد.

### التكاثر ودورة الحياة

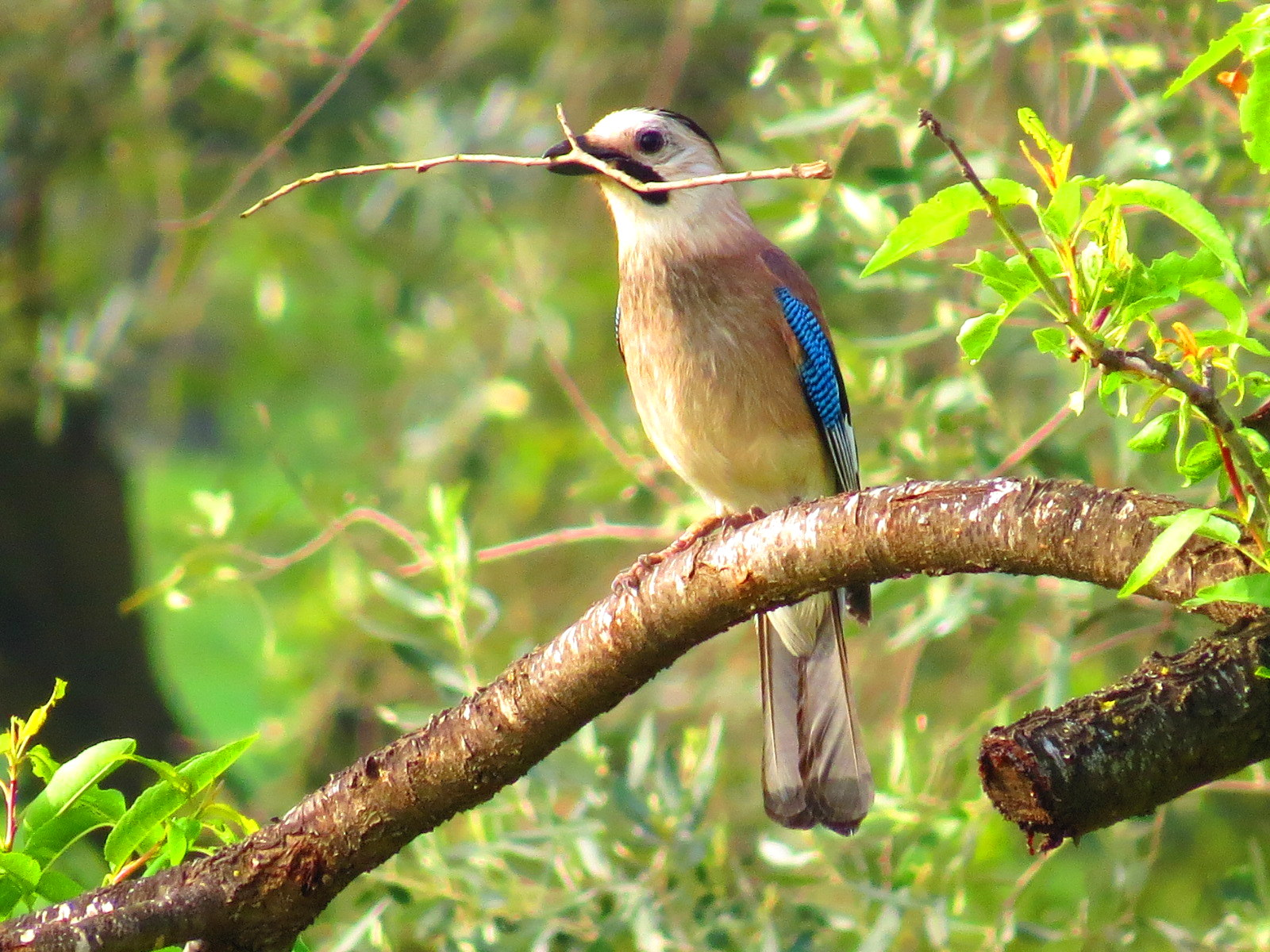
قيق أوراسي يحمل في منقاره عوداً لبناء العش في شهر آذار. جنوب الخليل.

يَصل القيق الأوراسي إلى مرحلة النضج الجنسي عند بلوغه الثالثة من عمره، مع إمكانية التزاوج منذ عمر سنة أو سنتين فقط، وتتكاثر هذه الطيور في فصل الربيع عمومًا. وغالباً ما يَعيش الزوجان معاً مدى الحياة بعد التزاوج، إذ يملكان أواصر قوية بينهما ويُدافعان عن منطقتهما معاً، لكن مع ذلك فنادراً ما يبقيان مع بعضهما البعض خارج موسم التزاوج. بعد التزاوج، يَستعد الزوجان - خلال فترة ترافقهما القصيرة - لتجهيز العُش استعداداً لوَضع البيض فيه ورعاية الفراخ لاحقاً. وقبل بناءِ العش يَختار الذكر موقعه الذي يَكون عادة مخبأ على شجرة أو شجيرة عمومًا (نظراً لأن القيق الأوراسي معشش منعزل)، ويُبنى في العادة تحديداً على فرع شوكي لشجرة تفاح أو زعرور أو فرع شوكي قرب قمة شجيرة قضبان أو فوق مجموعة من العسلات أو جذع شجيرة قبضان أو صنوبرة. عادة ما تُبنى جميع هذه الأعشاش فوق الأرض بمسافة تتراوح من 3 إلى 6 أمتار، والمواد الأساسية التي تتألف منها تكون على الأغلب من الغضينات من جهة العش الخارجية، فيما يُعبأ العش من الداخل بالمواد الناعمة مثل الجذور والشعر والألياف والعشب والأوراق، ويكون شكل العش مسطحاً إلى حد ما ومتوسط العُمق، ويُغطَّى بالنباتات لإخفائه عن الأنظار، ويَبنيه الأبوان معاً طوال مراحل البناء حيث يجمعان هذه المكونات من بيئتهما المحيطة.

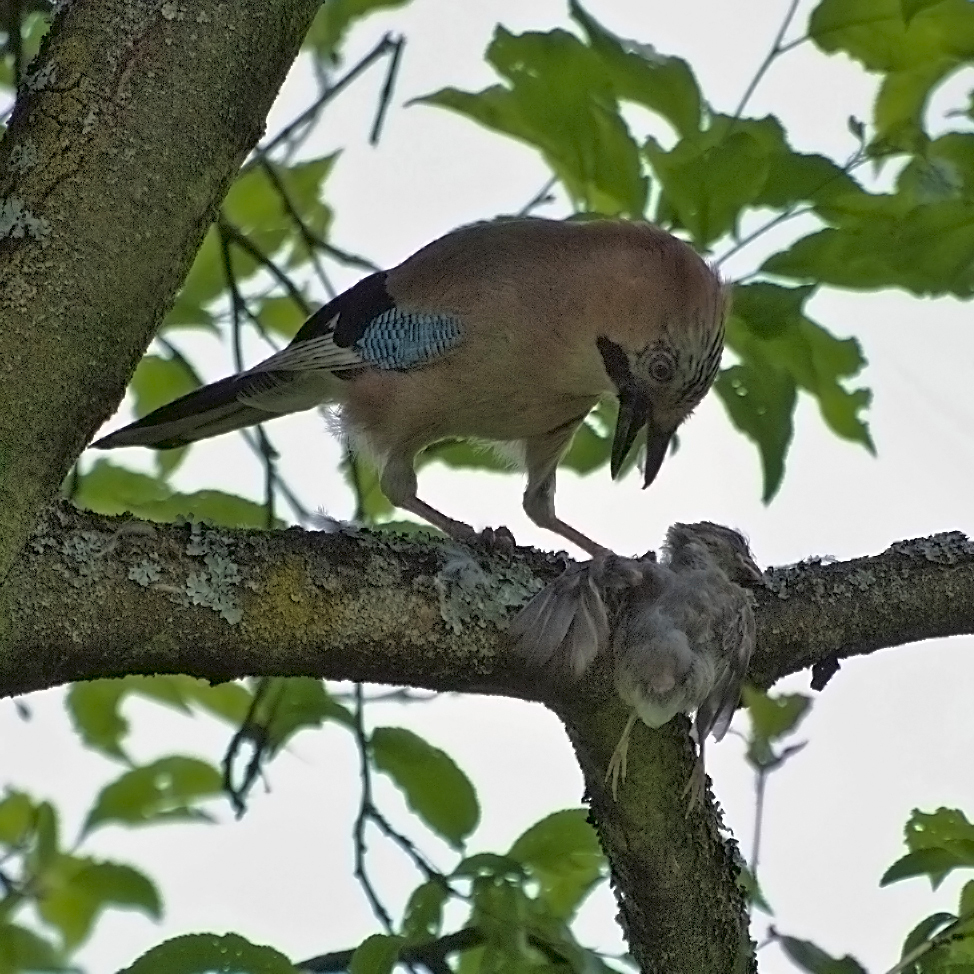
قيق أوراسي بالغ يَفترس عصفوراً صغيراً، وهي فريسة لا تصطادها هذه الطيور غالباً إلا في موسم التفقيس عندما تحتاج إلى إطعام صغارها.

يَختلف توقيت وضع البيض الدقيق قليلاً بين هذه الطيور وفق موقعها الجغرافي، لكنه على الأرجح ما يكون في أواخر أبريل/نيسان أو أوائل مايو/أيار، مع أنه أيضاً كثيراً ما يكون في أواخر مايو/أيار أو أوائل يونيو/حزيران. تضع هذه الطيور البيض مرة واحدة في العام، وتضع خلالها عدداً يراوح من 3 إلى 10 بيوض، وتبلغ أبعاد البيضة 32 بـ23 مليمتراً، وأما مظهرها فهو أملس ولامع ولونها إما أزرق مخضر أو زيتوني باهت، فيما تنتشر عليها بقعٌ بلون أصفر برتقالي، وغالباً ما تكون هذه العلامات منتشرة بكثرة بحيث تلعب دوراً تمويهياً. يُمكن أن تجثم أنثى القيق الأوراسي في عشها طوال الليلة التي تسبق بدأ فترة وضع البيض، مع أنها لا تفعل هذا دائماً، وتضع منذ بدء هذه الفترة بيوضها يومياً، وبعد الوضع تُصبح هي المسؤولة الوحيدة عن حضانة البيوض، غير أن بعض الذكور قد تستلم هذه المهمة لأوقات محدودة خلال فترة الحضانة. ويتولى الذكر في المقابل خلال هذه الفترة مهمة جلب الغذاء إلى الأنثى الرابضة في العش، فيما لا تترك الأنثى العش سوى مرة واحدة كل ثلاث ساعات تتراوح مدتها من 5 دقائق إلى 15 دقيقة طوال فترة الحضانة، التي تبدأ عادة في طورها الحقيقي مع وضع البيضة الثانية أو الثالثة وتدوم 16 إلى 18 يوماً. وقد يصطاد أحياناً العقعق (نوع من الغربان) البيوض أو الفراخ من أعشاش القيق الأوراسي، كما تتغذى البومة السمراء على الصغار أحياناً هي الأخرى.

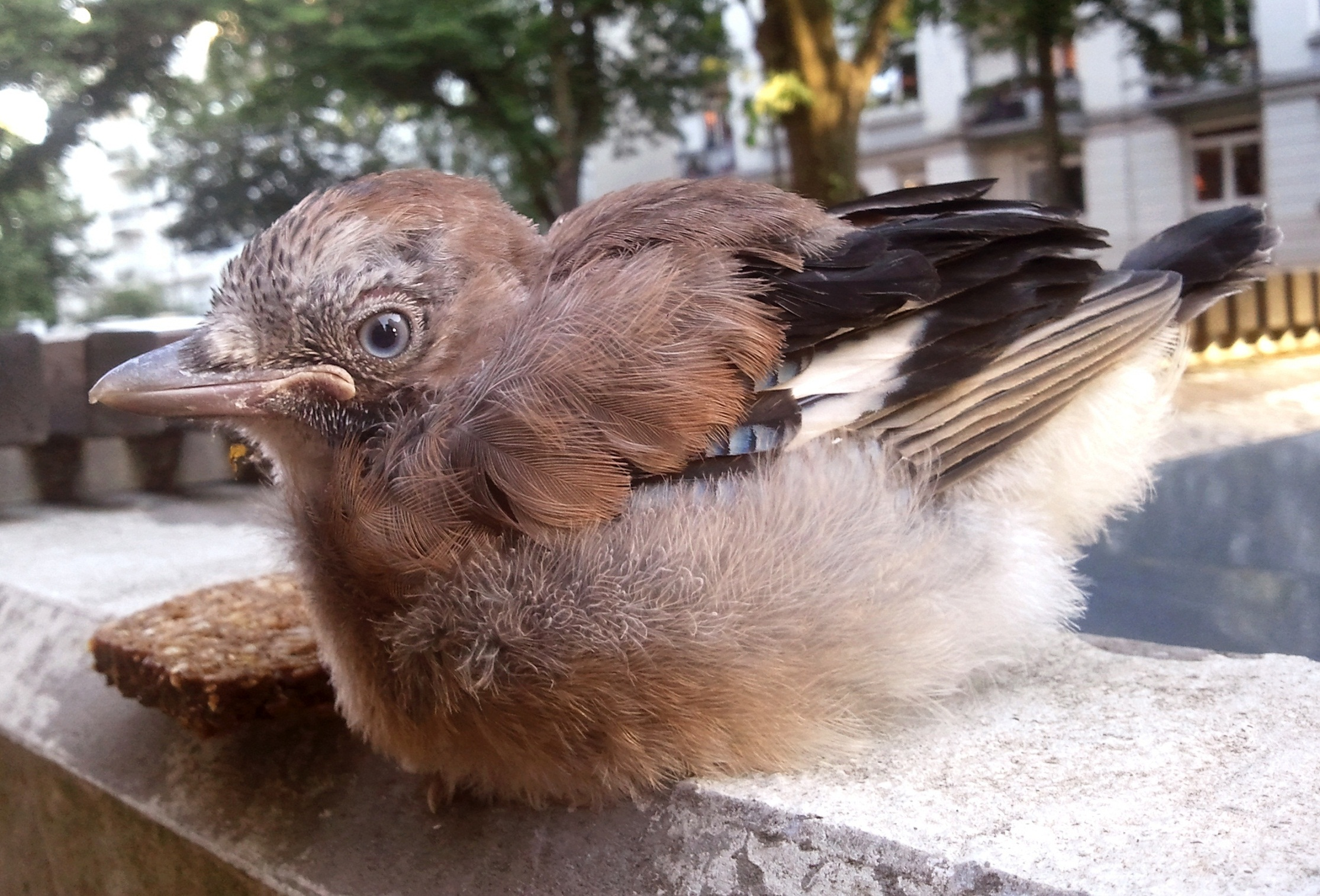
فرخ قيق أوراسي عن قرب.

بعد التفقيس تأكل الأنثى قشور البيض المتبقية، ومنذ ذلك الوقت يَتولى كلا الزوجين مهام جمع الطعام وجلبه إلى الفراخ، على الرغم من أن الذكر يتولى هذا الأمر في الغالب عند بداية التفقيس. يُكسَى الفراخ بالريش بعد 19 إلى 23 يوماً من التفقيس، ويُصبح قادراً على ترك العش عند بلوغ عمر 21 إلى 23 يوماً فقط، عندما يصبح مظهره غير بعيدٍ عن مظهر البالغين، لكن مع ذلك فقد يَفقز أحياناً من العش منذ عمر 17 يوماً في حال أصابه الرُّعب بدرجة كبيرة (من هُجوم مفترس مثلاً). عندما يبدأ الصغار بالطيران يَتبعون أبويهما بادئ الأمر، غير أن الأبوين يأخذان في النفور منهم عند هذه المرحلة، ثم عندما يُصبح الصغار مستعدين للعيش وحدهم عند عُمر 7 إلى 8 أسابيع يَطردهم الأبوان طرداً من منطقتهما. وخلال الفترة التي تلي ترك الأبوين قد يعود الصغار للنوم أو الراحة قرب منطقة والديهما، لكن هذين يُحافظان على مسافة أمان من الصغار تكون نحو متر عادة، وحتى مع هذه المسافة نادراً ما يَمر الأمر دون أن يظهر الأبوان علامات إحساس بالخطر. ومن غير الممكن عموماً أن يَعتني الأبوان بأحد صغارهما لأكثر من عام، وإن حدث هذا فسيعتنيان بصغير واحد فقط لهذه المدة، فيما سيطردان البقية.

### الغذاء

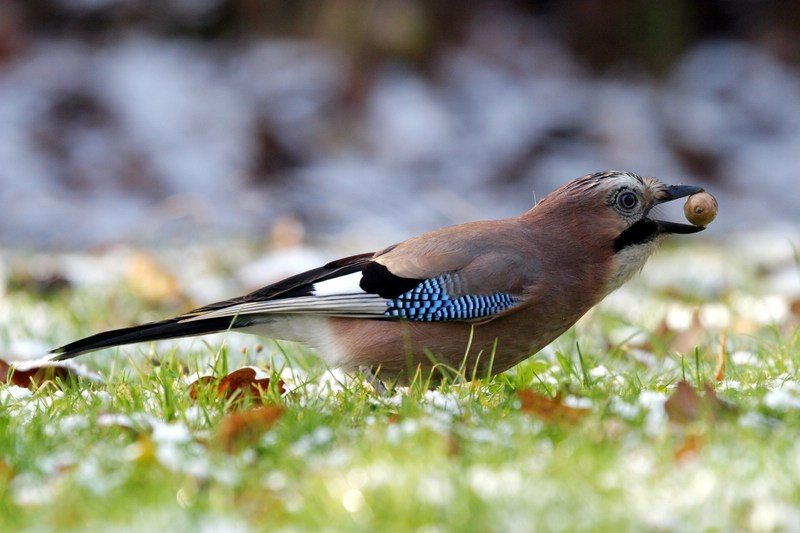
قيق أوراسي يَلتقط حبة بلوط.

يضم غذاء طيور القيق الأوراسي تشكيلة واسعة من النباتات والثمار والكائنات الصغيرة، إذ يُعد بالأصل حيواناً قارتاً، وممَّا يشكل غذاءه المعتاد البلوط وبلوط الزان والبذور والفواكه والتوت والحشرات والديدان والقوارض والعظاءات الصغيرة والخفافيش والضفادع والسمادل وبيض الطيور وفراخ الطيور. وتحديداً أكثرَ فهو يتغذى على الحشرات خلال موسم التزاوج ووضع البيض، وعلى البلوط خلال الخريف. أما في حدائق الحيوان فيُعطى فقط البذور والفواكه والحشرات، وفي البلدات والضواحي حيث يعيش طليقاً اعتاد على أكل الخبز وأطعمة البشر الأخرى، مثل الفول السوداني الذي يأكله بكثرة.
يلتقط القيق الأوراسي غذاءه من الأشجار والشجيرات الصغيرة ومن على الأرض في الوَقت ذاته، وعادة ما يَكون المكون الرئيسي لطعامه هو البلوط، ويَعتمد اعتمادًا كبيرًا على الحشرات، لكنه يتجنب السامة أو كريهة الطعم منها. أما التغذي على صغار الطيور الأخرى وصيدها وقتلها فلا تُمارسه سوى طيور القيق الأوراسي البالغة التي تُريد تغذية صغارٍ نمو إلى حد كبير نوعاً ما. نشرت في عام 2002 ورقة علمية عن سلوك الافتراس عندَ طيور القيق الأوراسية في إسبانيا، وشملت الورقة مُتابعة لفترة قصيرة لمواجهات بين أحد هذه الطيور وعصافير حسون سترل [الإنجليزية]. ووفق الورقة فإن طريقة الصيد عند هذا الطير تكون بالتنقل بين أشجار الغابة بحثاً عن أعشاش الطيور الأخرى (أو على الأقل حسون سترل)، وعندما يَحط على شجرة يبدأ بالكشف عليها من أغصانها السفلية، فيَصعدها تدريجياً غصناً غصناً وهو يُفتش الأجزاء الكثيفة من كل غضن التي يُمكن إخفاء أعشاش الطيور بها، وعندما يَصل قمة الشجرة ولا يَجد شيئاً يُحلق إلى شجرة أخرى مجاورة. وقد لوحظ في النموذج الذي تناولته الورقة حدوث مناوشات بين القيق الأوراسي وحسون سترل خلال تفتيش الأول بين الأشجار، وهو أمر نادراً ما يُرى عند هذه الطيور، وقد تركزت المناوشات في مُضايقة عدد من طيور الحسون لأبي زريق وترديدها نداءات الإحساس بالخطر قربه محاولة إبعاده.

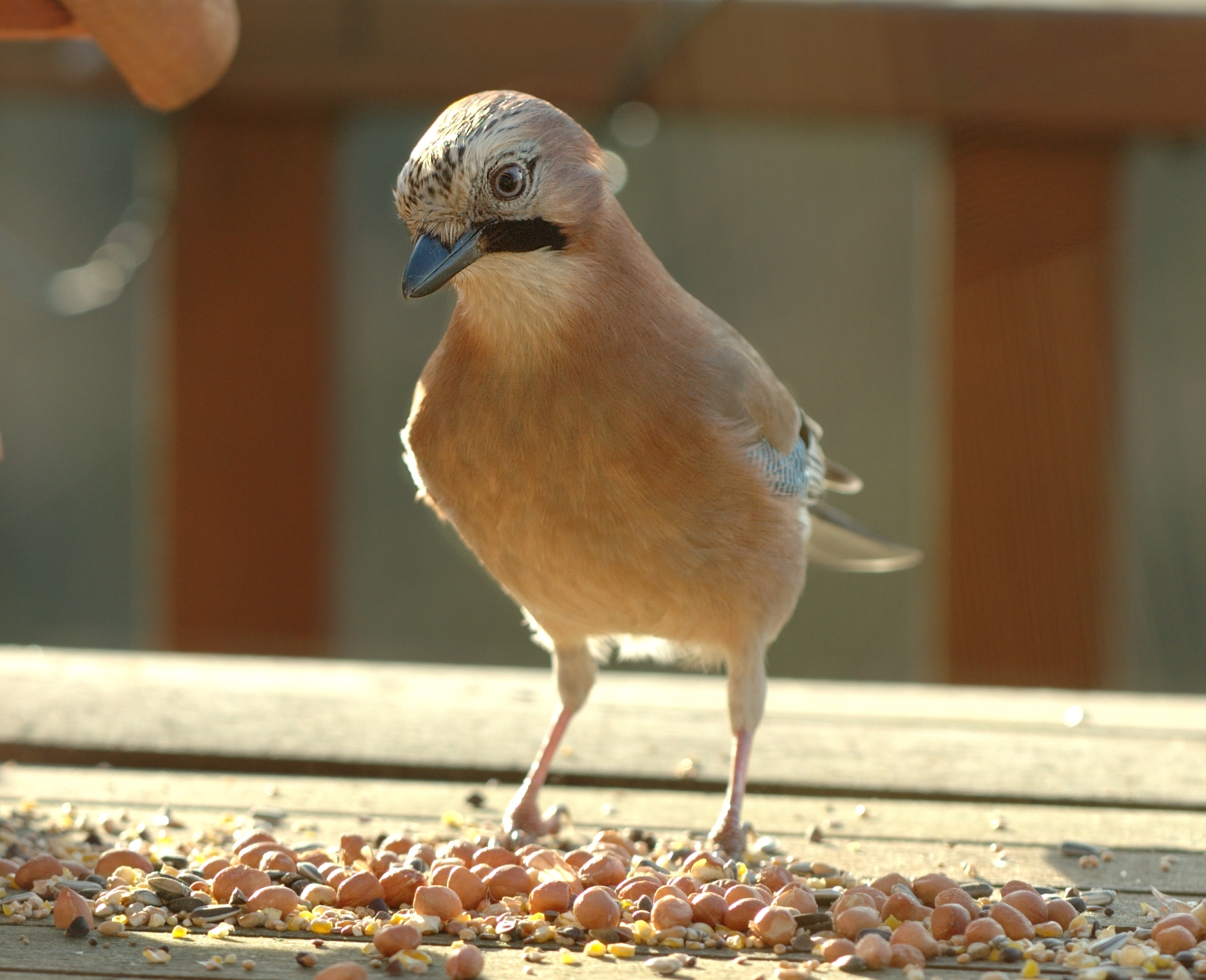
طير صغير يأكل حبات من الفول السوداني.

عندما يَبحث القيق الأوراسي عن الطعام فإنه يَحفر بين الأوراق الجافة أو التربة الناعمة بمنقاره محاولاً إحداث ثقب بغرسه ثم فتحه وإغلاقه مبعداً التربة أو الأوراق عن بعضها البعض. وبعد أن يَصل إلى غايته ويحصل على البلوط أو طعام قاس آخر، يَكسره مثل أنواع الغربان الأخرى، بوضعه تحتَ قدميه كليهما - أو في أحيان أقل تحت واحدة منهما - والضغط عليه، وربما يَحمله بمنقاره ويقذفه على الأرض لكسره، وفي أحيان نادرة جداً يُمكن أن يكسره بمجرد عضه بمنقاره. لكنه على الرغم من ذلك لا يأكل البلوط دائماً فور عثوره عليه، فهذه الطيور تُحب تخزين الطعام - والبلوط خصوصاً - بكميَّات كبيرة، وربَّما يكون ذلك أمراً تفعله عندما تملك فائضاً كبيراً من الطعام بحيث أنه يَزيد عن حاجتها بكثير، فتجمعه وتخبأه بكميات هائلة قد تصل إلى آلاف حبات البلوط في خريف كل عام، وتُقدَّر بنحو 3,000 تحديداً، وغالباً ما تدفنه تحت الأرض، وأحياناً في الأشجار. ويعود الطائر لاحقاً إلى هذا الطعام عندما تقل كمية الغذاء المتاحة في بيئته، فيُعتَقد مثلاً أن أغلب ما تأكله هذه الطيور في فصل الشتاء يكون مما قد خزنته سابقاً من البلوط في فصل الخريف. وقد أثار هذا الموضوع حول تخطيط نوع من الطيور للمستقبل بتخزين الطعام جدلاً بين علماء الطبيعة فيما مضى، حتى أكدته دراسة علمية أجريت في بريطانيا ونشرت نتائجها في أوائل شهر نوفمبر عام 2011، إذ أجرت الدراسة تجارب على عدد من هذه الطيور لرؤية ردات فعلها اتجاه وفرة ونقص الطعام المتوافر.

### الصوت
تملك طيور القيق الأوراسي صوتاً عالياً ومدوياً مميز الطابع، وهي طيور مُثيرة للضجة عمومًا، مما يَجعل تمييزها عبرَ صوتها ممكناً على الرغم من صعوبة رؤيتها. من مميزات القيق الأوراسي أنه قادرٌ على تقليد أصوات ونداءات الطيور الأخرى، لا ترديد نداءاته هو فحسب، ومن أبرز الطيور التي يُقلد نداءاتها الغربان الأخرى. أما هو فلديه نداءان بارزان، هما النداء التحذيري الشائع الذي يُطلقه عند إحساسه بالخطر، وأغنيته التي نادراً ما يُمكن سماعها. النداء التحذيري والأكثر شيوعاً من بين نداءاته يُرَدَّد بصوت عالٍ وخشن، وهو يَكون على شاكلة «كرار كرار» أو «شاك شراك». أما أغنيته فلا يُمكن سماعها غالباً إلا في أواخر فصل الشتاء، ومع ذلك فنادراً ما يُمِكن سماعها، وهي تتألف من أصوات حادة وناعمة على عكس النداء الأول، وتكون أقرب إلى التغريد.

## الأخطار

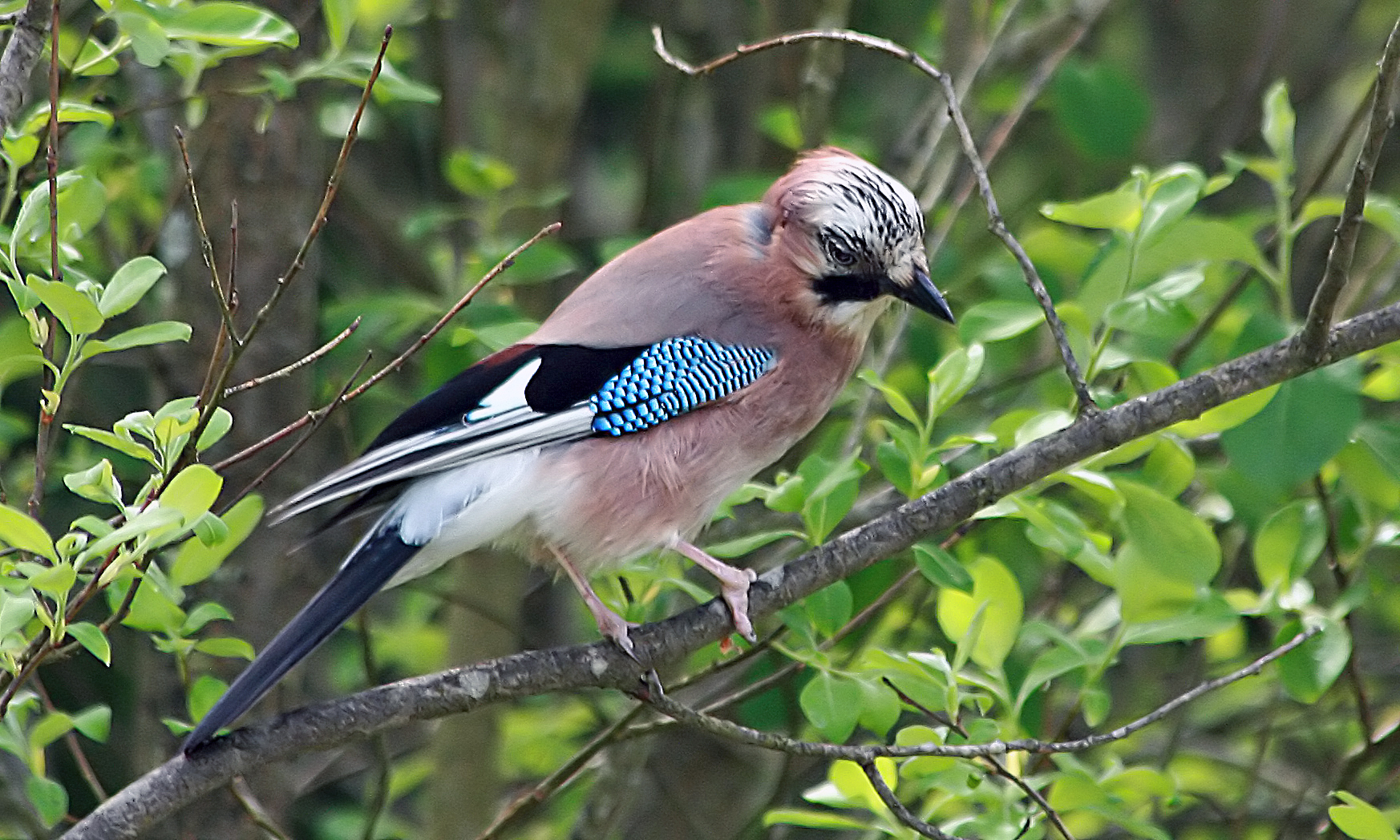
طائر بالغ يجثم على إحدى الأشجار.

يُصنَّف طائر القيق الأوراسي على القائمة الحمراء للأنواع المهددة بالانقراض ككائن غير مهدد، ولا زالَت أعداده حتى الآن في وضع مستقر عمومًا ولم تشهد أي انحدار ملحوظ، بل إنها تعد عالية عمومًا، كما أنه لا يَخضع في الوقت الحاضر لأي نوع من الحماية. وعلى الرغم من أن حالة انحفاظ القيق الأوراسي هي هكذا اليوم، فكانت قد شهدت في القرن الماضي خطراً وتهديداً كبيرين مثل أنواع الغربان الأخرى بسبب الصيد الذي مورس ضده، إذ كان الصيادون وصيادوا السمك يأخذون بيوضه وصغاره، أما حالياً فأعداده تزداد في معظم أنحاء العالم ولا يُواجه أي أخطار، كما أن امتداد مناطق عيشه إلى التجمعات السكانية المأهولة وفر له موطناً آمناً جديداً.
من المفترسين الرئيسيين له طير الباز الشمالي والغربان والسناجب والبشر.

## الوصلات الخارجية
- القيق الأوراسي (غارولوس غلاندريوس): صور ومعلومات.
- سينما الطيور: القيق الأوراسي (فيديو).
- طيور العالم: القيق الأوراسي.
- أصوات القيق الأوراسي حسب المنطقة.
- حياة لندن البرية: توثيق صوت القيق الأوراسي.
- استخدام الأدوات وتعلمه عند القيق الأوراسي.
- أسلوب تشتيت البلوط عند القيق الأوراسي.